# Sievershäger SV 1950
Sievershäger SV 1950 is een Duitse sportvereniging uit de stad Lambrechtshagen, meer specifiek het stadsdeel Sievershagen in Landkreis Rostock, deelstaat Mecklenburg-Voor-Pommeren. De club wordt ook wel SSV 50 genoemd. De vereniging heeft een voetbal-, tafeltennis- en een turnafdeling. Het stadion waar gevoetbald wordt heet Sportplatz Lambrechtshagen, dat aan 3.000 toeschouwers plaats biedt.

## Voetbal
Voorloper van Sievershäger SV is de in 1950 opgerichte BSG Traktor Sievershagen. BSG staat voor Betriebssportgemeinschaft, een veelgebruikte term voor sportclubs in de voormalige DDR. Naamsveranderingen zoals bij zovelen BSG's werden voltrokken zouden tot 1989 niet plaatsvinden. Traktor Sievershagen speelde in de hogere klassen van het DDR-voetbal geen rol.
Na de Duitse hereniging werd de BSG in 1990 tot Sievershäger SV 1950 omgedoopt.
De club werd kampioen van de Verbandsliga Mecklenburg-Vorpommern in het seizoen 2012/13 maar zag vrijwillig af van promotie naar de Oberliga Nordost, het 5e niveau in de Duitse voetbalpyramide. In plaats daarvan promoveerde FC Schönberg 95.
Om financiële redenen trok de club zich na 2016 terug uit de Verbandsliga Mecklenburg-Vorpommern. Het tweede elftal, uit de Kreisoberliga werd nu het eerste elftal. In het seizoen 2024/25 werd de titel behaald in de Landesliga West en mocht de club weer promoveren naar de Verbandsliga Mecklenburg-Vorpommern. Sievershäger SV, zowel als de hele top-5, zagen echter van promotie af.